# Perilissus punctatissimus
Perilissus punctatissimus är en stekelart som beskrevs av Gabriel Strobl 1903. Perilissus punctatissimus ingår i släktet Perilissus och familjen brokparasitsteklar. Inga underarter finns listade i Catalogue of Life.